# Alfonso Lopez (boxe anglaise)
Pour les articles homonymes, voir Zapata.
Alfonso Lopez est un boxeur panaméen né le 8 janvier 1953 à Chepigana.

## Carrière
Passé professionnel en 1971, il devient champion du monde des poids mouches WBA le 27 février 1976 après sa victoire par arrêt de l'arbitre au 15e round contre Erbito Salavarria. Lopez conserve son titre face à Shoji Oguma puis est battu par Guty Espadas le 2 octobre 1976. Il met un terme à sa carrière sportive en 1985 après notamment trois autres défaites en championnat du monde sur un bilan de 39 victoires, 18 défaites et 2 matchs nuls.